# Curriculum vitae
Curriculum vitae (CV) är det latinska namnet för levnadsteckning som betyder "levnadslopp" (bokstavligt "livets lopp"), där curriculum [ku'ri:kulum] betyder "lopp" och vita ['vi:ta], "liv". Ett CV är en sammanställning av kunskaper och erfarenheter.

## Terminologi
Termen CV är internationellt använd, även om andra benämningar kan användas, till exempel i Tyskland (Lebenslauf) och USA (résumé). Inom EU finns en standard för CV, nämligen Europass. Den föreslogs ursprungligen i en rekommendation 2002 och fastställdes 2004 (Europaparlamentets och rådets beslut nr 2241/2004/EG av den 15 december 2004).
I Sverige används ibland CV synonymt med den traditionella svenska benämningen meritförteckning. 

## Vad ett CV kan innehålla
- Den sökandes personuppgifter och kontaktuppgifter
- Yrkeserfarenhet (Tidigare anställningar med tidsperiod)
- Utbildningar
- Frivilligarbete (Styrelseuppdrag i föreningar, relaterade sysslor, osv.)
- Andra kompetenser (Till exempel språkkunskaper)

Om referenser skall anges (tex efter begäran eller om platsannonsen begär det), bör namn och kontaktuppgifter på i förhand tillfrågade personer som är villiga att delge uppgifter om den sökande anges. Vanligen närmaste chef hos tidigare arbetsgivare, annan nära kollega eller annan samarbetspartner.

## CV på internet
Idag sker mer och mer av arbetssökningen över internet, då många större företag har egna rekryterings-databaser som man skall registreras i för att ha chans att få anställning hos dem.[källa behövs]
Det är också vanligt att arbetssökande använder webbtjänster som LinkedIn för att marknadsföra sig själva.
Det finns också en standard för elektroniskt CV, som lagras elektroniskt i XML-format är framtagen av HR-XML Consortium. I Sverige har standarden bland annat använts av Arbetsförmedlingen och Manpower, vilket betyder att man kan överföra sitt CV mellan de anslutna databaserna automatiskt.[källa behövs]

## Ansökan till tjänst
Vanligtvis skickar man ett CV tillsammans med ett personligt brev. Om man har en utbildning som är meriterande i samband med ansökan, kan man bifoga betyg och/eller eventuellt studiebevis från den utbildningen.